# Kalkfarbene Gallertkruste
Die Kalkfarbene Gallertkruste (Exidiopsis calcea), auch Kalkfarbene Wachskruste genannt, ist eine Pilzart aus der Familie der Ohrlappenpilzverwandten.

## Merkmale

### Makroskopische Merkmale
Die Kalkfarbene Gallertkruste bildet resupinate, sehr dünne, weiße bis grauweiße Fruchtkörper aus, die sich trocken und mehlig anfühlen. Sie fließen oft ineinander und werden dabei 2–10 Zentimeter lang und 2–5 Zentimeter breit.

### Mikroskopische Merkmale
Die Sporen sind zylindrisch bis bohnenförmig (allantoid) und werden 12,5–16 × 5–6 Mikrometer groß. Sie sind glatt, hyalin und inamyloid, das heißt, sie lassen sich nicht mit Jod anfärben. Die Hyphen besitzen Schnalle.

## Artabgrenzung
Die Kalkfarbene Gallertkruste kann mit vielen anderen resupinaten Gallertpilzen verwechselt werden. Recht ähnlich sieht zum Beispiel die seltene Stypella dubia aus, die sich durch zahlreiche dickwandige Zystiden in der Fruchtschicht unterscheidet. Diese erscheinen unter einer Lupe als fein behaart.

## Ökologie
Die Kalkfarbene Gallertkruste lebt saprob auf Zweigen und Rinde der Fichte. Sie ist recht selten, kommt aber vor allem im Gebirge vor, wo sie manchmal häufiger ist.

## Systematik
Die Erd-Wachskruste wurde 1801 von Persoon als Thelephora calcea erstbeschrieben. Kenneth Wells legte die Art 1962 auf den heute gültigen Namen.